# トマス・ハミルトン (第6代ハディントン伯爵)

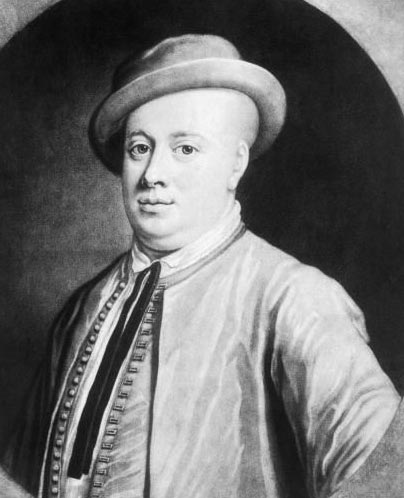
1719年の肖像画

第6代ハディントン伯爵トマス・ハミルトン（英語: Thomas Hamilton, 6th Earl of Haddington KT、1680年8月29日 – 1735年11月28日）は、スコットランド貴族。

## 生涯
第5代ハディントン伯爵チャールズ・ハミルトン（1685年没）と第8代ロシズ女伯爵マーガレット・レズリーの次男として、1680年8月29日に生まれ、9月5日にティニンガムで洗礼を受けた。両親が1674年に結婚したとき、長男がレズリー姓を名乗ってロシズ伯爵を継承、次男がハディントン伯爵を継承すると取り決めており、1685年5月に父が死去すると、次男であるトマスはハディントン伯爵の爵位を継承した。その後、1691年1月23日にホリールード・パーク管理人（Keeper of the Park of Holyrood）という世襲職の特許状を得た。叔母スザンナの夫オルミストン卿アダム・コックバーンに育てられてホイッグ党員になり、兄にあたる第9代ロシズ伯爵ジョン・レズリーとともにスクアドロン・ヴォランテ（第2代ツィードデール侯爵ジョン・ヘイ率いる党派）の有力者としてスコットランド王国とイングランド王国の合同を推進した。
ハノーヴァー朝による王位継承を強く支持し、1715年ジャコバイト蜂起が勃発すると第2代アーガイル公爵ジョン・キャンベルとともにスターリングに向かい、シェリフミュアの戦いではアーガイル公爵の部下として戦って負傷した。翌年にハディントンシャー統監に任命され、スコットランド貴族代表議員にも当選した（1722年と1727年の総選挙で再選）。1717年3月1日、シッスル勲章を授与された。
1735年11月28日にニューヘイルズ・ハウスで死去した。長男チャールズに先立たれたため、孫トマスが爵位を継承した。
ジョン・バプティスト・メディナによる肖像画が現存する。

## 家族
1696年、ヘレン・ホープ（Helen Hope、1677年頃 – 1768年4月19日、ジョン・ホープの娘）と結婚、2男2女をもうけた。
- チャールズ（英語版）（1697年 – 1732年） - 第7代ハディントン伯爵トマス・ハミルトンの父
- ジョン（1772年2月11日没） - 1728年12月8日、マーガレット・ヒューム（Maragaret Home、1779年12月27日没、第3代準男爵ジョン・ヒュームの娘）と結婚、子供あり。第10代ハディントン伯爵ジョージ・ベイリー＝ハミルトン（英語版）の祖父
- マーガレット（1768年2月22日没）
- クリスチャン（1770年6月30日没） - 1725年12月17日以降、第2代準男爵ジェームズ・ダルリンプル（英語版）と結婚、子供あり

## 著作
- A Short Treatise on Forest-trees, Aquaticks, Ever-greens, Fences and Grass-seeds - 第6代ハディントン伯爵の著作、死後の1761年にエディンバラで出版[1]

## 関連図書
- Henderson, Thomas Finlayson; Moody, David. "Hamilton, Thomas, sixth earl of Haddington". Oxford Dictionary of National Biography (英語) (online ed.). Oxford University Press. doi:10.1093/ref:odnb/12128。 (要購読、またはイギリス公立図書館への会員加入。)

| スコットランドの爵位        | スコットランドの爵位             | スコットランドの爵位    |
| --------------------------- | -------------------------------- | ----------------------- |
| 先代 チャールズ・ハミルトン | ハディントン伯爵 1685年 – 1735年 | 次代 トマス・ハミルトン |